# Kębłowice (województwo dolnośląskie)
Kębłowice (niem. Kammelwitz, 1937–1945 Kammfeld)  – wieś w Polsce położona w województwie dolnośląskim, w powiecie wrocławskim, w gminie Kąty Wrocławskie.
W latach 1975–1998 miejscowość administracyjnie należała do województwa wrocławskiego.

## Położenie
Wieś jest położona na Równinie Wrocławskiej, przy drodze powiatowej łączącej Skałkę i Krzeptów.
Trzy kilometry na południe przebiega linia kolejowa Wrocław-Jaworzyna Śląska, najbliższym przystankiem kolejowym jest Smolec.

## Nazwa
Wieś pierwszy raz wymieniono w dokumentach z 1245 jako Camblouici, a po 1289 Camblowo, w 1342 Kameliwitz, 1360 Kamelwicz, 1362 Kamilwitz, 1366 Cumbilwitz.
W księdze łacińskiej Liber fundationis episcopatus Vratislaviensis (pol. Księga uposażeń biskupstwa wrocławskiego) spisanej za czasów biskupa Henryka z Wierzbna w latach 1295–1305 miejscowość wymieniona jest w zlatynizowanej formie Camblowitz.
W późniejszych latach, aż do 1937 funkcjonowała nazwa Kammelwitz, którą wówczas zmieniono na Kammfeld.

## Historia wsi

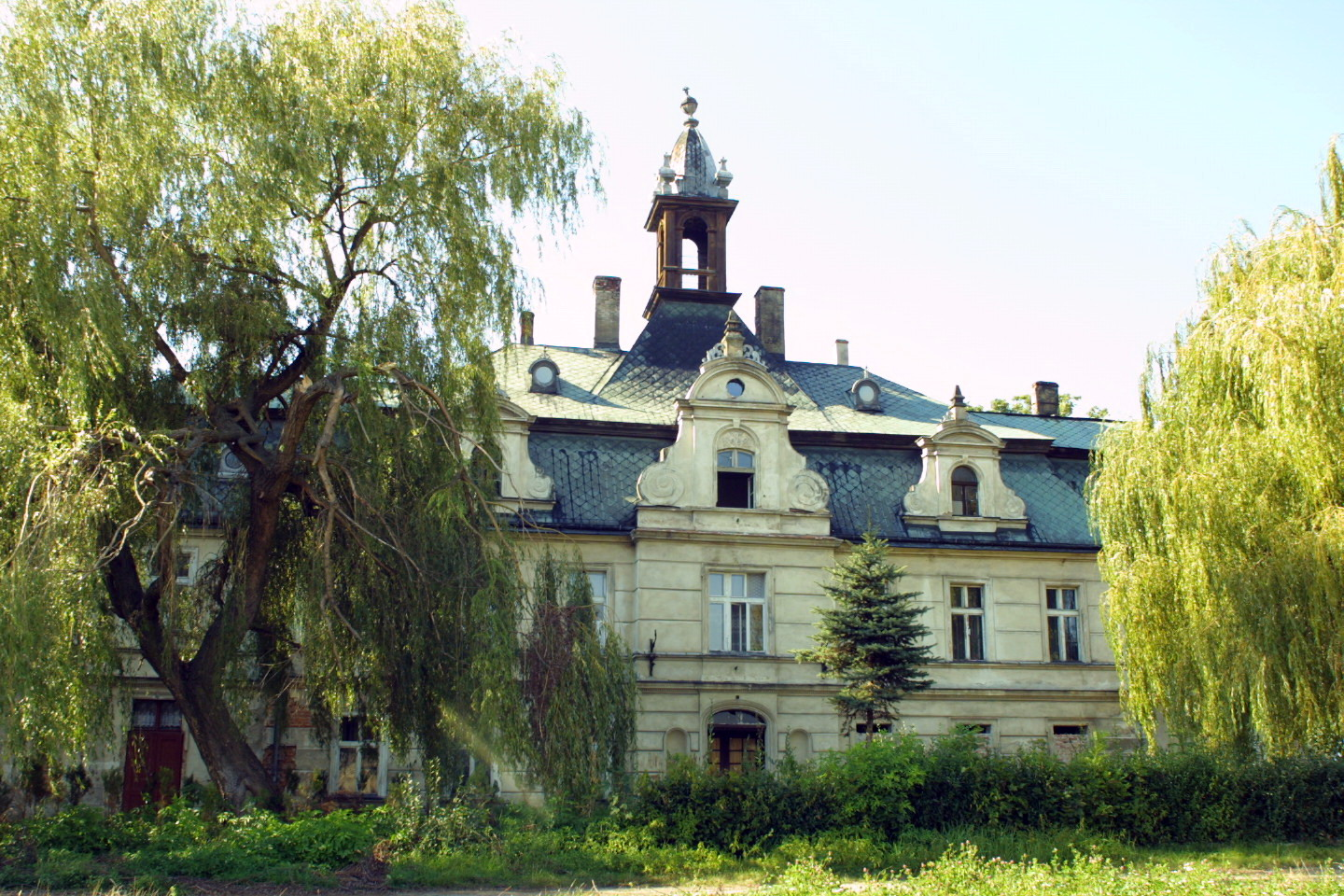
Fronton pałacu rodziny Jesdinsky z 1880

Do sekularyzacji przeprowadzonej w 1810 r. należała do wrocławskiej kapituły katedralnej. Następnie wsią i majątkiem zarządzało państwo, poprzez urząd königl. Rent Amt. Majątek został sprzedany, ale nie zachowały się zapisy kim był nabywca. Wiadomo, że 1830 właścicielką była Nanette Aschard, a w 1845 Lieutnant von Fehrentheil. Od połowy XIX majątek pozostaje w rękach rodziny Jesdinsky, pierwszym był Fredirich August, który w 1853 nabył Kammelwitz. Po 1867 własność przeszła na Leopolda Jesdinsky'ego, który wybudował istniejący do dziś pałac. Po śmierci Leopolda w 1867 majątek przejął jego syn Wilhelm, ale ponieważ w chwili śmierci ojca nie był pełnoletni toteż zarząd faktycznie czyniła jego matka Emilia z domu Lode. Bracia Wilhelma zarządzali sąsiednimi majątkami - Hans Samotworem (Romberg), a Walter Jarząbkowicami(Schriegwitz).
Wilhelm ożenił się a następnie rozwiódł z Camillą z domu Becker, był on ostatnim właścicielem Kębłowic przed 1945. Wieś była znana z profesjonalnej hodowli koni i owiec. Do 1945 wieś podlegała powiatowi wrocławskiemu. Po przejęciu władzy przez polskie organy państwowe Kammelfeld zmienił nazwę na Kamilowice i znajdował się w powołanej do życia gminie Smolec. Po wkroczeniu Armii Czerwonej wojska zajęły pałac, w tutejszym folwarku gromadzono zagrabione okolicznym chłopom konie i bydło. Wyposażenie pałacu zostało zagarnięte i wywiezione na wschód. Dziedzic i jego pracownicy zostali zmuszeni do opuszczenia zespołu dworskiego i podjęcia pracy fizycznej. Pierwsi niemieccy mieszkańcy wsi opuścili swoje domy w 1947, ostatni wyjechali dopiero po 1950. W 1949 wojsko przekazało zabudowania dworskie wraz z pałacem nowo tworzonemu Państwowemu Gospodarstwu Rolnemu. W 1950 Kamilowice zmieniły nazwę na Kębłowice i przynależność, ponieważ w miejsce gminy Smolec powstała gmina Kąty Wrocławskie. W latach 1950–1990 funkcjonował tu PGR podlegający stacji hodowli roślin w Sadkowie. Po 1990 przejęła go Agencja Nieruchomości Rolnych, która wydzierżawiła pałac i zabudowania osobie prywatnej, która nie inwestuje w dzierżawione nieruchomości.[niewiarygodne źródło?]

## Zabytki
Do wojewódzkiego rejestru zabytków wpisany jest:
- zespół pałacowy, z początku XIX w., przebudowany w drugiej połowie XIX w., obecnie w złym stanie technicznym:
  - pałac w Kębłowicach, opuszczony z lat 1880-82 o nietypowej bryle, posiadającej elementy wielu stylów. Piętrowy z dwupiętrowymi wieżyczkami na narożach ściany frontowej. W środkowej części dachu wieża z tarasem widokowym nakryta hełmem. Pałac znajduje się otoczeniu parku[9]
  - park krajobrazowy, 2 ha pozostałości, mocno zaniedbany

inne zabytki w zespole:
- dwa budynki gospodarcze
- spichlerz z przełomu XIX i XX wieku.